# فناوری پایه باریکه

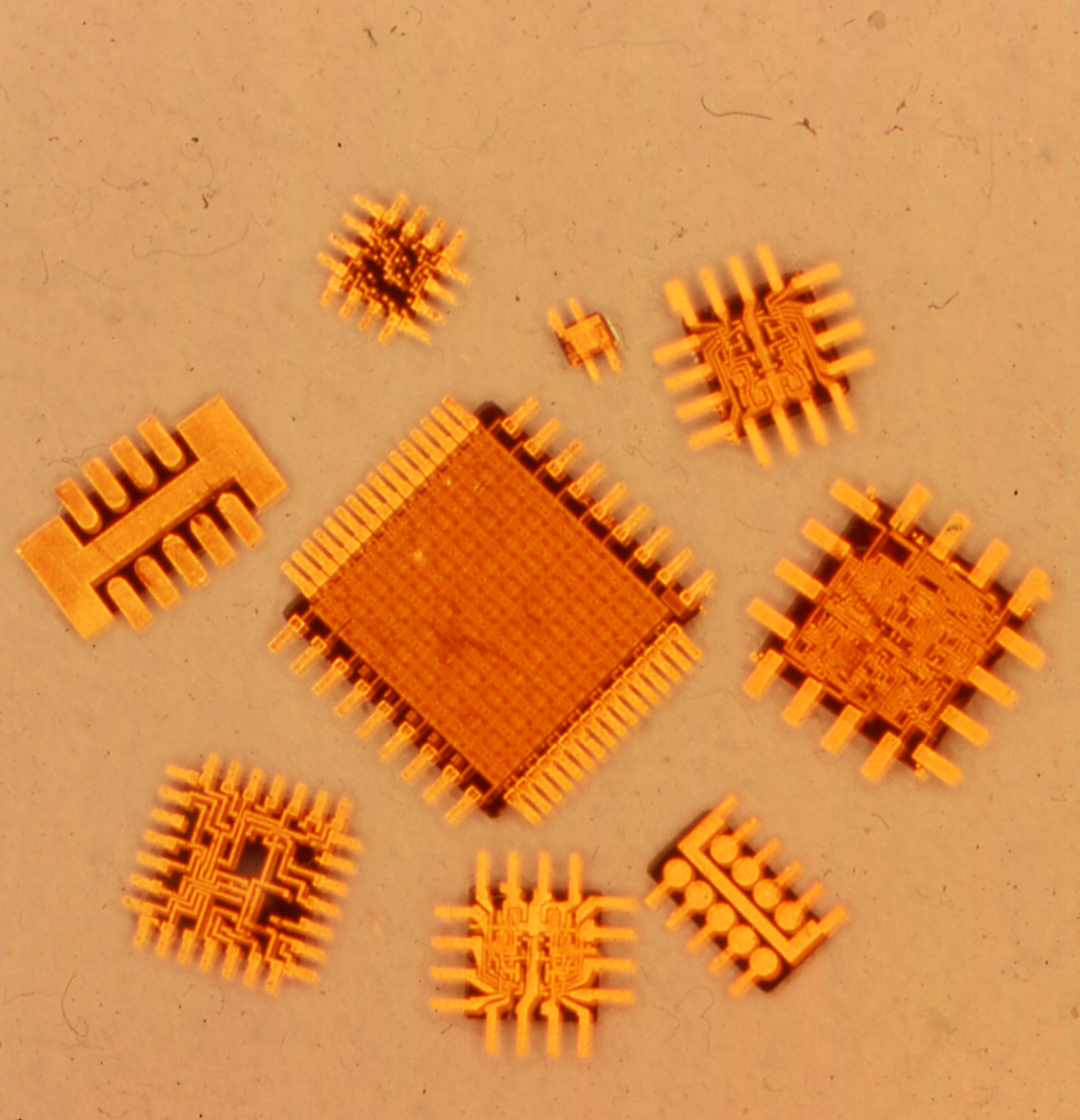
مدارهای مجتمع پایه باریکه‌ای

فناوری پایه باریکه‌ (به انگلیسی: Beam lead technology) روشی برای ساخت افزاره نیم‌رسانا است. کاربرد اولیه آن برای ترانزیستورهای کلیدزنی سیلیکونی با فرکانس بالا و مدارهای مجتمع پرسرعت بود. این فناوری فرایند بندزنی سیمی کارگربَر (به انگلیسی: labor-intensive) را که معمولاً در آن زمان برای مدارهای مجتمع استفاده می‌شد، حذف کرد. همچنین امکان مونتاژ خودکار تراشه‌های نیم‌رسانا را بر روی زیرلایه‌های بزرگتر فراهم کرد و تولید مدارهای مجتمع ترکیبی را تسهیل کرد.

## پیشینه
در اوایل دهه ۱۹۶۰، ام پی لِپس‌اِلتر فنون‌هایی را برای برساخت ساختاری توسعه داد که شامل شکل‌دهی الکتریکی مجموعه ای از آرایه‌های طلایی ضخیم و خودنگهدارنده بر روی یک پوسته نازک بیس Ti-Pt-Au بود که به اصطلاح «باریکه‌ها» منجر شد. این الگوها را بر روی سطح ویفر سیلیکونی لایه‌نشانی می‌کردند. مواد نیم‌رسانا اضافی درزیر باریکه‌ها متعاقباً حذف می‌شد تا منجر به جدا شدن تک‌تک افزاره‌ها شود و آنها با پایه‌های باریکه‌های خودنگهدارنده یا تراشک‌های داخلی که در پیرامون مواد نیم‌رسانا قرار داشتند، باقی بماند. این اتصال‌ها نه تنها به عنوان پایه‌های الکتریکی عمل می‌کردند، بلکه پشتیبانی ساختاری برای افزاره‌ها نیز فراهم می‌کردند.

## ثبت اختراعات
اختراعات ثبت شده شامل:
1. حذف انتخابی مواد با استفاده از کندوپاش کاتدی (زُدایش پلاسما/RIE)، ثبت اختراع ایالات متحده #۳٬۲۷۱٬۲۸۶. صادر شده ۱۹۶۶
2. اتصالات نیم‌رسانا PtSi و دیودهای شاتکی (دیودهای شاتکی PtSi)، ثبت اختراع ایالات متحده #۳٬۲۷۴٬۶۷۰; صادر شده ۱۹۶۶
3. افزاره نیم‌رسانا شامل سَرهای باریکه‌ای (پایه‌های باریکه‌ای، سیستم فلزی Ti-Pt-Au)، ثبت اختراع ایالات متحده #۳٬۴۲۶٬۲۵۲; صادر شده ۱۹۶۹
4. روش ساخت لایه‌های رسانا با فاصله نزدیک (تقاطع عایق هوا، پل‌های هوایی، سوئیچ RF)، ثبت اختراع ایالات متحده #۳٬۴۶۱٬۵۲۴; صادر شده ۱۹۶۹
5. افزاره نِی ارتعاشی (MEMS)، ثبت اختراع ایالات متحده #۳٬۶۰۹٬۵۹۳; صادر شده ۱۹۷۱

## میراث
این فناوری که به عنوان فناوری پل‌هوایی نیز شناخته می‌شود، جایگاه خود را در ترانزیستورهای کلیدزنی سیلیکونی با فرکانس بالا و مدارهای مجتمع با سرعت فرابالا برای سامانه‌های مخابراتی و موشکی تثبیت کرده است. افزاره‌های پایه باریکه‌ای، تولید شده توسط صدها میلیون نفر، اولین نمونه از ساختار میکروالکترومکانیکی تجاری (MEMS) شدند.